# Réseau RAVeL
 (novembre 2022).
Pour les articles homonymes, voir Ravel (homonymie).

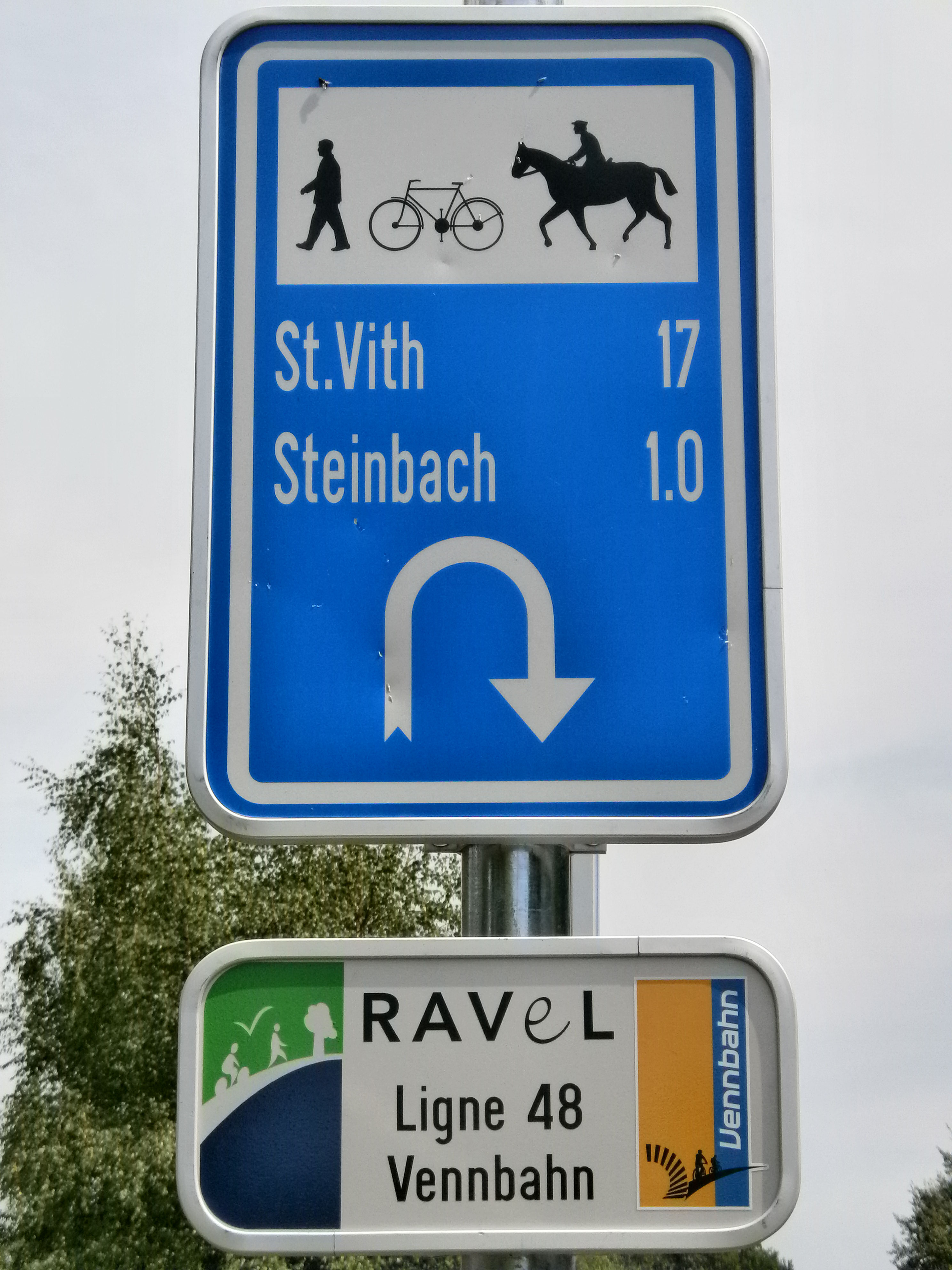
Panneau de signalisation d'une voie RAVeL.

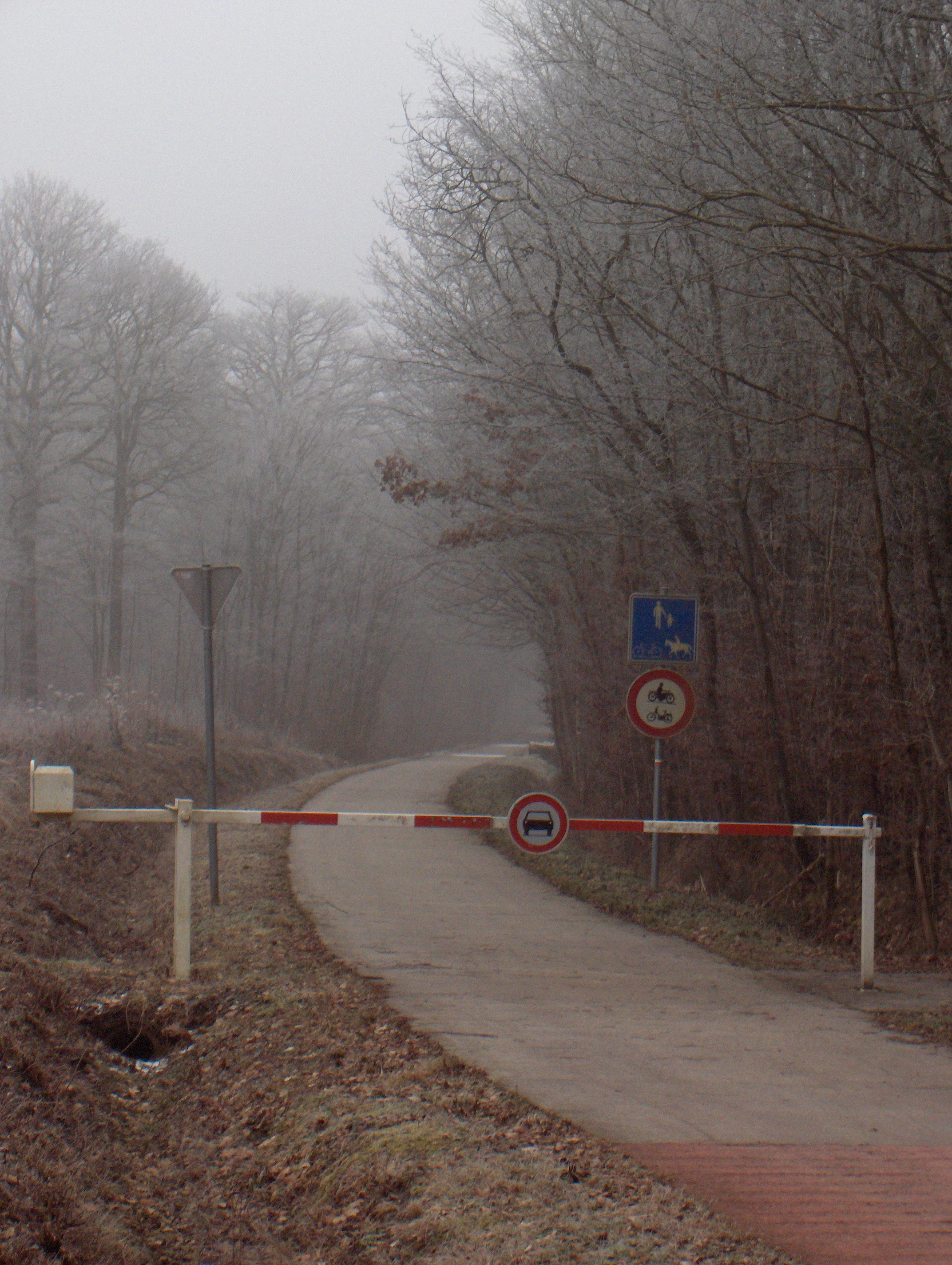
Piste cyclable du réseau RAVeL, reliant Chimay à Froidchapelle.

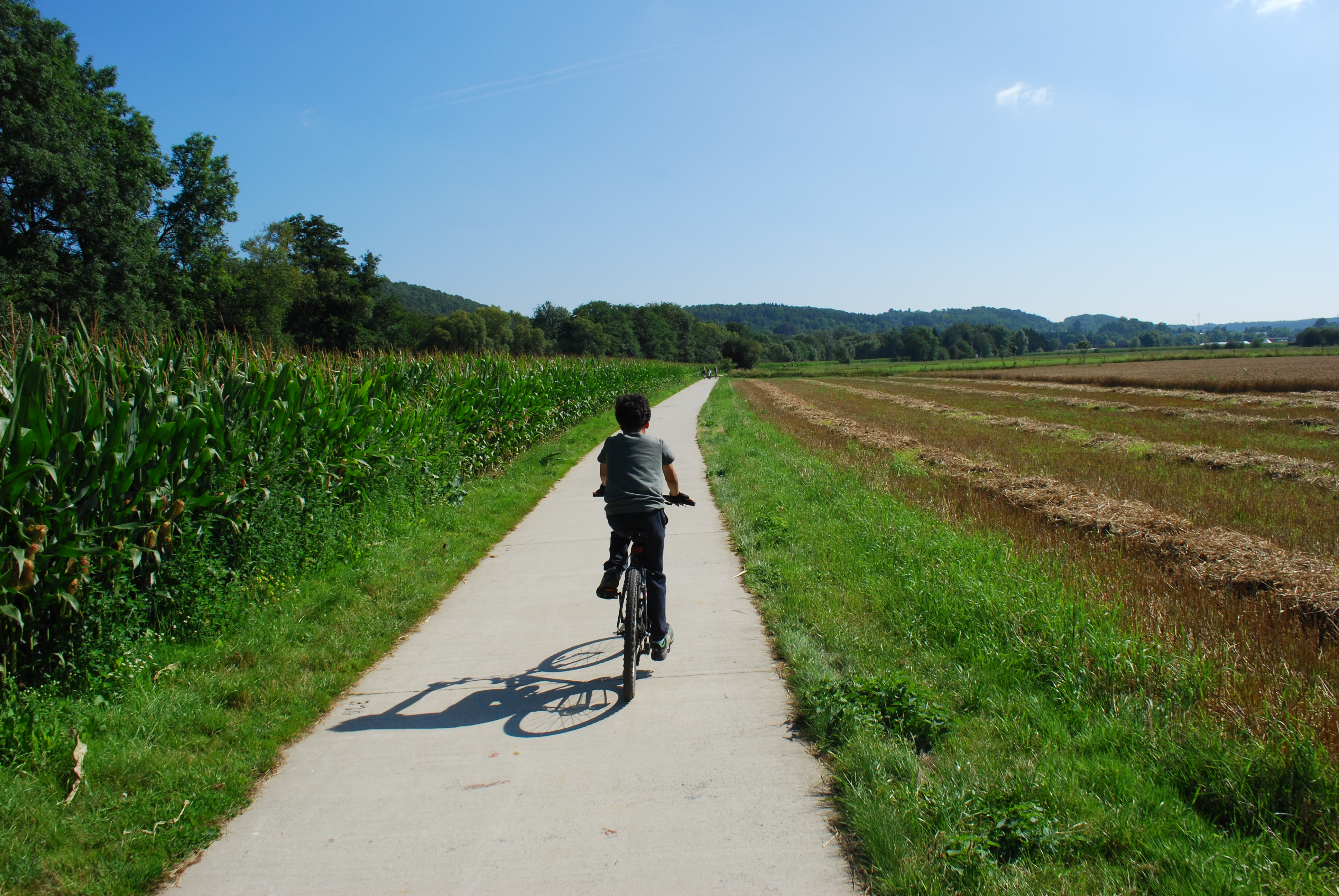
La RAVeL W7 à Barvaux-sur-Ourthe.

Le RAVeL, ou réseau autonome de voies lentes, est une initiative de la Région wallonne en Belgique, qui vise à réaliser un réseau d’itinéraires réservés aux piétons, cyclistes, personnes à mobilité réduite et aux cavaliers, là où la situation le permet. 
Ce réseau de voies vertes emprunte des chemins de halage et des voies ferrées désaffectées louées par un bail de 99 ans par la Région. Si cela est nécessaire, des itinéraires de liaisons sont créés pour constituer un maillage entre les différentes parties d’un même tronçon.
Le projet RAVeL a été instauré en octobre 1995.

## Caractéristiques principales et aménagements
- aménagement en dur, et éventuellement une piste en sol meuble ;
- réfection des ouvrages d'art ;
- réalisation des accès : escaliers, rampes… ;
- places de repos et plantations ;
- sécurisation des traversées de routes ;
- signalisation et signalétique.

## Itinéraires
Cette section ne s'appuie pas, ou pas assez, sur des sources secondaires ou tertiaires indépendantes du sujet.

Pour l'améliorer, ajoutez-en, ou placez des modèles {{Source secondaire souhaitée}} ou {{Source secondaire nécessaire}} sur les passages mal sourcés. (novembre 2022)

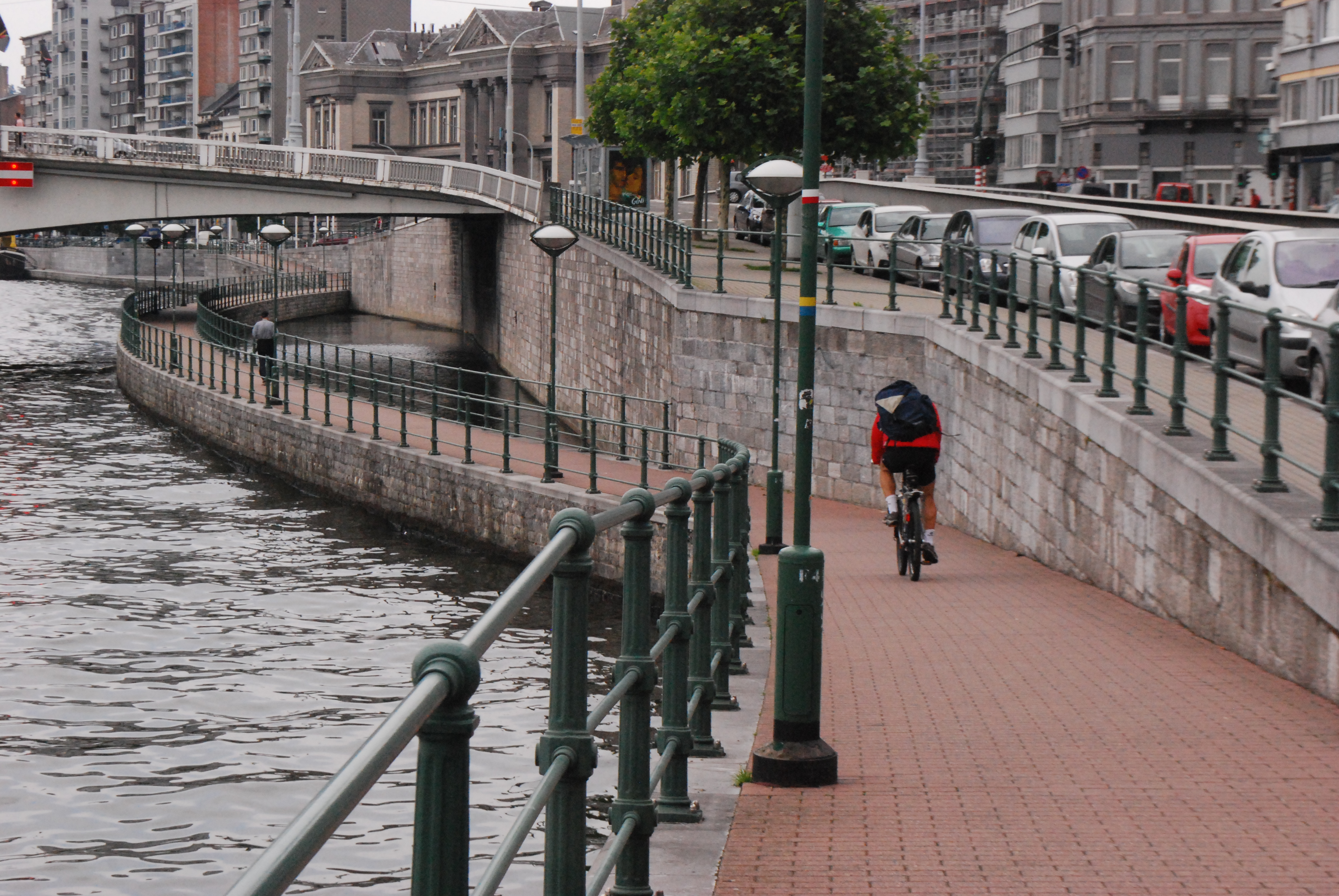
Le RAVeL W7 sous le pont Kennedy à Liège.

L'objectif est à terme de couvrir la plus grande partie de la Région wallonne, avec des itinéraires constituant l'ossature du réseau, auxquels viendront se raccorder d'autres itinéraires.
Les parcours sont des itinéraires principalement en site propre mais devant parfois emprunter des voiries à partager avec des véhicules motorisés. Ces parcours traversent la Wallonie de part en part en reliant les grandes villes. Leur longueur est donc relativement importante. Ils sont désignés et balisés par un numéro d'itinéraire. Ces douze itinéraires empruntent parfois des sections communes.

### Itinéraires internationaux
- EuroVelo 3, la Véloroute des Pélerins, 210 km d'Aix-la-Chapelle à Maubeuge en 7 étapes : Herve, Liège, Huy, Namur, Charleroi, Thuin et Maubeuge.
- EuroVelo 5, Via Romea Francigena, 314 km de Roubaix à Martelange en 9 étapes : Renaix, Grammont, (Bruxelles), Wavre, Namur, Dinant, Marche-en-Famenne, La Roche-en-Ardenne, Bastogne et Martelange.
- EuroVelo 19, La Meuse à vélo, Sur la Route des Citadelles, 147 km de Givet à Maastricht en 5 étapes : Dinant, Namur, Huy, Liège et Maastricht.
- Vennbahn, d'Aix-la-Chapelle à Troisvierges, 122 km d'Aix-la-Chapelle à Troisvierges en 3 étapes : Montjoie, Saint-Vith et Troisvierges.

### Itinéraires régionaux
Cette section ne s'appuie pas, ou pas assez, sur des sources secondaires ou tertiaires indépendantes du sujet.

Pour l'améliorer, ajoutez-en, ou placez des modèles {{Source secondaire souhaitée}} ou {{Source secondaire nécessaire}} sur les passages mal sourcés. (novembre 2022)
- W1 Entre Dendre et Hauts-Pays, 71 km de Grammont à Onnezies en 2 étapes : Belœil et Onnezies.
- W2 La Véloroute de la Bière, 177 km de Braine-l'Alleud à Aix-la-Chapelle en 6 étapes : Wavre, Jodoigne, Hannut, Liège, Herve et Aix-la-Chapelle.
- W3 La Véloroute des Carnavals, 111 km de Tubize à Chimay en 3 étapes : La Louvière, Thuin et Chimay.
- W4 Canaux, Fleuves et Rivières, 188 km de Leers-Nord à Anhée en 6 étapes : Tournai, Péruwelz, Mons, La Louvière, Charleroi et Anhée.
- W5 D'une Vallée à l'autre, 91 km de Hoegaarden à Givet en 3 étapes : Namur, Dinant et Givet.
- W6 Au Fil de l'Eau, 164 km de Chaudfontaine à Erquelinnes en 5 étapes : Huy, Namur, Charleroi, Thuin et Erquelinnes.
- W7 Sur la Route des Ardennes, 207 km de Lanaye à Bouillon en 5 étapes : Liège, Durbuy, La Roche-en-Ardenne, Libramont et Bouillon.
- W9 La Véloroute Grandeur Nature, 157 km de Raeren à Martelange en 5 étapes : Montjoie, Saint-Vith, Gouvy, Bastogne et Martelange.

Ce projet mettra cependant plusieurs décennies avant d'être complètement opérationnel ; c'est pourquoi des initiatives de Pré-RAVeL ont vu le jour[réf. nécessaire].